# پلیس (فیلم ۲۰۰۵)
«پلیس» (انگلیسی: Police) یک فیلم است به کارگردانی وی.کی. پراکاش که در سال ۲۰۰۵ منتشر شد.